# Kiowa-Tano (jezična porodica)
Kiowa-Tanoan je porodica indijanskih jezika nastala spajanjem samostalnih porodica Kiowan i Tanoan, čiji su se jezici govorili na američkom jugozapadu i južnim prerijama. Kulturno su ova plemena potpuno nesrodna jer su Indijanci porodice Kiowa imala prerijski tip kulture, dok su Tanoan Indijanci nosioci kulture puebala (od šp. pueblo = selo). Jezici što joj pripadaju su: kiowa, tewa, tiwa i jemez, te neki danas izumrli jezici, čiji se potomci danas služe engleskim ili španjolskim. 

## Vanjske poveznice
- Ethnologue (14th)
- Ethnologue (15th)

Ethnologue (16th)
- Vocabulary Words in the Kiowa-Tanoan Language Family